# تیم ملی فوتبال زیر ۲۱ سال ایسلند
تیم ملی فوتبال زیر ۲۱ سال ایسلند (انگلیسی: Iceland national under-21 football team) یا تیم ملی فوتبال جوانان ایسلند، نماینده کشور ایسلند در مسابقات فوتبال جوانان اروپا و جهان است که زیر نظر  اتحادیه فوتبال ایسلند فعالیت می‌کند.